# Ernesto Caballero Castillo
Ernesto Caballero Castillo  (Villanueva de Córdoba, 9 de mayo de 1935) es un pastor, herrero, albañil y político comunista español, especialmente activo en la oposición al franquismo desde el interior en las décadas de 1960 y 1970. Tras el restablecimiento de la democracia, fue diputado en el Parlamento de Andalucía y en el Congreso.

## Biografía
Hijo de una familia humilde, penúltimo de cinco hermanos, su padre, Julián Caballero Vacas era labrador, fue cofundador del Partido Comunista de España (PCE) en Villanueva de Córdoba y alcalde de la localidad por un breve periodo al final de la Guerra Civil. Su madre, Dolores Castillo, hacía faenas agrícolas. Nació estando detenido su padre por participar en la Revolución de 1934, y le pusieron el nombre de Ernesto en honor al líder comunista alemán, Ernst Thälmann. Al término de la guerra, el padre participó en la creación de la III Agrupación Guerrillera del maquis antifranquista, mientras la madre fue detenida y presa. Junto a otros combatientes de la misma agrupación guerrillera, su padre falleció en 1947 en un enfrentamiento con la Guardia Civil.
Ernesto Caballero ingresó en el PCE tras cumplir el servicio militar, en 1957, y junto a su madre y sus hermanos se trasladó a Córdoba. Los siguientes años se volcó en la organización del Partido Comunista en el interior de España. Perseguido por sus actividades clandestinas como militante del PCE, en 1960 huyó de Córdoba a Madrid en bicicleta. En la capital de España la dirección del PCE organizó su salida a Francia. Meses después regresó y permaneció en Puente Genil y alrededores dos años, organizando el PCE en la zona. Cuando la presión policial se acrecentó, la dirección del PCE lo envió a continuar en las provincias de Málaga, Jaén y Granada, ingresando en el Comité Central en 1965. Ya en estos momentos usaba distintos alias (Pedro, Jorge o Gregorio) y documentación falsa para moverse por España. Realizó frecuentes viajes a Francia, lugar donde se casó. De regreso a España en la segunda mitad de la década de 1960, una redada policial le obligó a huir de nuevo a Francia, no pudiendo reencontrase con su familia hasta seis años más tarde. Durante este tiempo también estuvo en Cuba y la Unión Soviética. En uno de sus frecuentes viajes entre Francia y España fue detenido en Barcelona y condenado a prisión. Fue puesto en libertad tres años más tarde. Poco después (en 1972) fue de nuevo detenido y encarcelado durante 20 meses. Ya en el periodo del tardofranquismo, convivió con algunos de los dirigentes sindicales y políticos comunistas que participarían en la Transición democrática como Marcelino Camacho, Gerardo Iglesias o Nicolás Sartorius. En esa época se estableció de nuevo en Córdoba y, por vez primera, intervino en un acto público como miembro de la Junta Democrática sin que la policía lo detuviera. A partir de ese momento, su labor se centró en el PCE cordobés en particular y de Andalucía en general.
Legalizadas las formaciones políticas, ocupó la secretaría provincial del PCE cordobés y después fue coordinador provincial de Izquierda Unida-Convocatoria por Andalucía (IU-CA). Fue elegido diputado al Parlamento de Andalucía en las elecciones andaluzas de 1982 y de 1986. Abandonó el escaño cuando fue elegido diputado al Congreso en 1989. Escribió el libro, Vivir con Memoria, donde relata su vida.